# ألبرت إس. بورتر
ألبرت إس. بورتر (بالإنجليزية: Albert S. Porter)‏ هو سياسي أمريكي، ولد في 4 نوفمبر 1904، وتوفي في 7 يناير 1979. حزبياً، نشط في الحزب الديمقراطي.